# CAT'S EYE (杏里の曲)
「CAT'S EYE」（キャッツ・アイ）は、杏里の13枚目のシングル。1983年8月5日にフォーライフ・レコードから発売された。

## 背景
表題曲の「CAT'S EYE」は、日本テレビ系放映アニメーション『キャッツ♥アイ』の前期オープニングテーマ、カップリング曲の「Dancing with the sunshine」は、『キャッツ♥アイ』の前期エンディングテーマにそれぞれ起用された。
表題曲は、同年の『第34回NHK紅白歌合戦』でも披露され、翌1984年春には、第56回選抜高等学校野球大会入場行進曲にも選出されている。TVアニメの主題歌が紅白歌合戦やセンバツの入場行進曲に選出されるのはこれが初めてであった（劇場版を含めたアニメソングでは、劇場版宇宙戦艦ヤマトの第3作となる『ヤマトよ永遠に』の主題歌である布施明「愛よその日まで」が1980年の紅白歌合戦で歌唱されている）。
2010年2月18日からは森三中がキャッツ♥アイの3姉妹に扮して話題になった「toto BIG」（スポーツ振興くじ）のCMソングに採用され、10月23日から放送の最終シリーズには杏里本人が登場した。

## 制作
杏里本人はほとんどアニメを見た事が無かったため、最初は戸惑いを覚えたものの、楽曲の良さに惹かれチャレンジする事に決めたとAERA dot.のインタビューで語っている。

## 評価
一方で『キャッツ♥アイ』のファンの中には、歌をヒットさせるためにアニメに起用されたと考える者も少なからず存在した。杏里本人は(漫画の歌）ということにかなりの拒否反応を示していた。音楽ライターの不破了三は、この現象について「このポップス側・アニメ側の双方が抱いていた “違和感” こそ、新しい時代にシフトアップしていく際のギアの『軋み』のようなものだったのかもしれない」とニッポン放送内に寄せたコラムの中で分析している。また、不破は本楽曲のヒット以降、アニメソングとポップスの自然な融合が加速し、1987年に放送開始された『シティーハンター』のエンディングテーマである「Get Wild」によってそれが完了したと推測している。
オリコンも本楽曲のヒットによって有名な歌手の楽曲がアニメに採用される流れを加速させたと分析している。

## ディスクジャケット
ジャケットは二つ折りになっており、アニメのセルイラストが描かれている方が表ジャケット、杏里本人の写真が写っている方が裏ジャケットになる。初回プレス盤には杏里とキャッツアイの特製ステッカーが封入されていた。
写真は前作「Lady Sunshine」とオリジナルアルバム『Bi・Ki・Ni』の別ショット写真を採用している。マスメディアで「杏里のヒット曲」として紹介される際は、杏里本人の写っている裏ジャケットの方で紹介されることが多い。

## 記録
デビューから5年経過後にリリースされた今作は、今までに発表してきた曲調とは打って変わりアップテンポで電子ドラムとシンセサイザーを多用したクールなシティ・ポップサウンドが有線放送や各ラジオ局で注目されオンエア数が増えると徐々にレコード売り上げを伸ばし、その後オリコン、ザ・ベストテン、ザ・トップテンで1位を獲得した。1983年の年間シングルチャート6位にも入るなど大ヒットし、杏里の存在を広く世に知らしめ、彼女の代表曲の1つになった。
最終的には130万枚（オリコンでは82万枚。当時のオリコン集計でのアニメ主題歌の歴代最高売り上げ枚数を記録した）のセールスを記録する大ヒットとなった。オリコンでの1位をはじめ、テレビのランキング番組では「ザ・ベストテン」で番組300回記念の1位、「ザ・トップテン」では5週連続の1位に輝くなど、この年を代表するヒット曲のひとつとなった。

## 収録曲
| 全作詞: 三浦徳子、全作曲: 小田裕一郎、全編曲: 大谷和夫。 |                               |          |            |      |
| #                                                        | タイトル                      | 作詞     | 作曲・編曲 | 時間 |
| 1.                                                       | 「CAT'S EYE」                 | 三浦徳子 | 小田裕一郎 | 3:20 |
| 2.                                                       | 「Dancing with the sunshine」 | 三浦徳子 | 小田裕一郎 | 3:30 |
| 合計時間:                                                | 合計時間:                     | 6:50     |            |      |

## 収録アルバム
| 曲名                 | 収録アルバム | 発売日        | 備考                                           |
| -------------------- | ------------ | ------------- | ---------------------------------------------- |
| CAT'S EYE (NEW TAKE) | 『Timely!!』 | 1983年12月5日 | 6thオリジナルアルバム 角松敏生編曲による新録。 |

## CAT'S EYE -2000-
「CAT'S EYE -2000-」（キャッツ・アイ2000）は、杏里の35枚目のシングル。1997年8月21日にフォーライフ・レコードから発売された。

### 背景
表題曲の「CAT'S EYE -2000-」は、全国東宝系劇場映画『CAT'S EYE キャッツ・アイ』の主題歌に起用され、新たに再レコーディングされた。ミュージック・ビデオには藤原紀香が友情出演している。
カップリング曲「KISS」は、KCカードのCMソングに起用された。

### 収録曲
| #         | タイトル                          | 作詞      | 作曲       | 編曲                               | 時間  |
| --------- | --------------------------------- | --------- | ---------- | ---------------------------------- | ----- |
| 1.        | 「CAT'S EYE -2000-」              | 三浦徳子  | 小田裕一郎 | ANGELA JOHNSON For Cooly's Hot Box | 4:40  |
| 2.        | 「KISS」                          | 吉元由美  | 杏里       | CHUCK BOOM                         | 5:41  |
| 3.        | 「CAT'S EYE-2000-」(Instrumental) |           |            |                                    | 4:38  |
| 合計時間: | 合計時間:                         | 合計時間: | 合計時間:  | 合計時間:                          | 14:59 |

## 杏里によるその他のセルフカヴァー・ヴァージョン
上記の他にも以下のアルバムでそれぞれセルフカヴァーされている。
- 『ANRI AGAIN〜Best Of Myself』 - 2009年、ユニバーサルJからユニバーサル ミュージック グループへの杏里の移籍を機に“原点に戻る”という意味で制作されたこのアルバムに、洋楽テイストを織り交ぜたまったく新しいアレンジでセルフカヴァー。
- 『Surf & Tears』 - 2014年。
- 『FUN TIME』 - 2017年。編曲:小倉泰治
- 『CAT’S EYE 2023』 - 2023年。Amazon Prime Video オリジナル・アニメ「ルパン三世VSキャッツ・アイ」主題歌

## 他アーティストによるカバー
- マーチングフェローズオーケストラ - インストゥルメンタル。ビクターからシングルレコード「キャッツ・アイ／科学戦隊ダイナマン」（SK-2031）として発売。
- ポプラ - 『テレビまんがベスト16』<コロムビア> に収録 (1984年)
- レスリー・チャン - 広東語の歌詞がつけられた（内容は杏里の歌う歌詞とは異なる）。現地タイトルは「甜蜜的禁果」。アルバム「為妳鍾情」に収録（1985年）
- カール・コーウェル - アルバム『オレンジ・キュービック・シリーズ～TVメモリーズ・フォー・ユー』（1991年）
- アニメタル - アルバム『アニメタルマラソンVII』（2005年）『そして伝説へ…THE LEGEND of ANIMETAL』（2011年）に収録。
- 夏川純 - 『姫TRANCE アニメPARTY』に収録（2005年）。
- CHiYO - ネット配信（2006年）
- たかはし智秋・今井麻美・下田麻美 -  『THE IDOLM@STER RADIO TOP×TOP!』（2007年）
- 戸田恵子 - シングル「強がり」のカップリングに収録（2007年）
- 喜多修平 - ミニアルバム『キタポニクス』収録（2008年）
- デーモン小暮閣下 - カバーアルバム『GIRLS' ROCK 〜Tiara〜』収録（2009年）
- MAX - デビュー15周年メモリアル作品第1弾/32ndシングル「CAT'S EYE」（2010年）
- クレモンティーヌ - カバーアルバム『アニメンティーヌ 〜ボッサ・ドゥ・アニメ〜』収録（2010年）
- 栗山千明 - シングル「おいしい季節/決定的三分間」のカップリングとして収録（2011年）
- E-Girls - シングル「Celebration!」のカップリングとして収録（2011年）
- Jeanette Christensen 等
- SHAKE - カバーシングル『残酷な天使のテーゼ〜ANISON COVER COLLECTION〜」収録（2012年）
- キャッツ♥アイ セブン -  ハロー!プロジェクトのオムニバス・アルバム「プッチベスト13」収録（2012年）
- BENI - シングル「フォエバ」のカップリングに収録（2015年）
- ROZE - シングル「Flower/CAT'S EYE/Let's Play With Fire」収録（2018年）
- AMAZONS - 映画『劇場版シティーハンター 〈新宿プライベート・アイズ〉』挿入歌（2019年）
- Merm4id - ゲーム『D4DJ Groovy Mix』に収録（2020年）[8]。2022年のアルバム『D4DJ Groovy Mix カバートラックス vol.3』でCD初収録。
- フィロソフィーのダンス - シングル「カップラーメン・プログラム」収録（2021年）
- 舞ヶ原シンセ研究会 - SEGAアーケード音楽ゲーム『CHUNITHM NEW』収録（2022年）
- おかゆ - アルバム『おかゆウタ カバーソングス３』収録（2023年）
- Ado - Webアニメ『キャッツ・アイ』主題歌（2025年）[9]